# Ойеделе, Макси
Максимилиа́н Роти́ми Ойеде́ле (англ. Maximilian Rotimi Oyedele; родился 7 ноября 2004 года, Солфорд, Англия) — польско-английский футболист, полузащитник клуба «Страсбур» и сборной Польши.

## Клубная карьера
Ойеделе присоединился к академии «Манчестер Юнайтед» в возрасте восьми лет из «Бернли», впечатлив игрой на юношеском уровне. В составе молодёжной команды выиграл Молодёжного кубка Англии, заменив в финальной игре Исака Хансен-Орёэна.
В феврале 2023 года Ойеделе вместе с товарищами по команде Джо Хьюгиллом и Сонни Алджофри перешел в аренду в клуб Национальной лиги «Олтрингем» в рамках новой схемы, согласно которой он продолжил тренироваться в составе молодёжной команды «Манчестер Юнайтед», а также мог получить опыт игры на взрослом уровне. Этот эксперимент оказался успешным: Ойеделе был номинирован на лучший гол сезона команды за свой удар в ворота «Олдем Атлетик». После его возвращения из аренды клуб запретил ему участвовать в юношеском чемпионате Европы, вместо этого включив его в основной состав на сбор в Норвегии.
В январе 2024 года Ойеделе перешёл в клуб Лиги 2 «Форест Грин Роверс» на правах аренды до конца сезона. Дебютировал 20 января в матче против «Джиллингема», заменив Каллума Джонса.
22 августа 2024 года Ойеделе перешёл в клуб Экстраклассы «Легия». Дебютировал 20 сентября в игре с щецинской «Погонью», заменив Юргена Челхаку.

## Карьера в сборной
Родившийся в Солфорде в семье нигерийца и польки Ойеделе принял решение представлять Польшу на международной арене. В составе юношеской сборной принимал участие в отборе к чемпионату Европы и смог пройти квалификацию, но из-за запрета клуба не отправился на турнир.
К 30 сентября 2024 года Ойеделе провёл только 100 минут за свой новый клуб «Легия», когда получил неожиданный вызов от Михала Пробежа на матчи сборной Польши в Лиге наций против сборных Португалии и Хорватии. Дебютировал 12 октября в игре с португальцами, выйдя в стартовом составе и уступив место на поле Якубу Модеру на 66-й минуте.

## Достижения
«Манчестер Юнайтед» (до 18)
- Обладатель Молодёжного кубка Англии: 2021/22

«Легия»
- Обладатель Кубка Польши: 2024/25